# Oligota simulans
Oligota simulans är en skalbaggsart som beskrevs av Blackburn 1885. Oligota simulans ingår i släktet Oligota och familjen kortvingar. Inga underarter finns listade i Catalogue of Life.